# Lomariopsis fendleri
Lomariopsis fendleri là một loài thực vật có mạch trong họ Lomariopsidaceae. Loài này được D.C. Eaton mô tả khoa học đầu tiên năm 1860.